# À la guerre comme à la guerre (film, 1968)
Pour les articles homonymes, voir À la guerre comme à la guerre.
Pour plus de détails, voir Fiche technique et Distribution.
À la guerre comme à la guerre (На войне как на войне) est un film soviétique réalisé par Viktor Tregoubovitch, sorti en 1968,.

## Synopsis
Le quotidien routinier d’un équipage de char utilisant un canon automoteur lors de la libération de la rive droite de l’Ukraine en 1944.

## Fiche technique
- Photographie : Evgeni Mezentsev
- Musique : Georgi Portnov
- Décors : Semion Malkin, Georgi Kropatchev, Sergeï Golovin
- Montage : E. Sadovskaia